# Дедоплисцкаройский муниципалитет
Дедоплисцкаройский муниципалитет (Дедоплис-Цкарский муниципалитет; груз. დედოფლისწყაროს მუნიციპალიტეტი dedoplisc’qaros municipʼalitʼetʼi) — муниципалитет в Грузии, входящий в состав края Кахетия (Дедоплисцкаройский район). Находится на востоке Грузии, на территории исторической области Кахетия. С запада и севера граничит с Сигнахским муниципалитетом,  с востока и юга - Азербайджаном.
Площадь - 2529,2 км². По данным переписи  2014 года число жителей составляло  21 221 человек. Административный центр — Дедоплис-Цкаро.

## История
Наименование «Дедоплисцкаро»  встречается с XI века, когда  царь Давид Агмашенебели  (Давид Строитель)  разместил здесь  военный пост. Легенда гласит, что название «Дедоплисцкаро» связано с именем Царицы Тамар,   со времен царица вместе с Давидом Сосланом прибыла в Камбечовани и  остановилась на две недели в Хорнабуджи.
С вершины горы  лился  родник  и   царица выпив из золотой чаши ключевой   воды  отдала приказ провести воду к крепости таким образом, чтобы  исток родника оставался видимым.  В том же году  с помощью  глиняных  труб  около крепости Хорнабуджи провели воду и место  нарекли  «Дедоплисцкаро».
Позднее и местность  вблизи получила данное название.
В течение части советского периода район носил название Цителцкаройский (Цители-Цкаройский).
С 2006 года является муниципалитетом.

## Административное устройство
Представительным органом муниципалитета  является Сакребуло муниципалитета, исполнительный орган- мэрия.

### Список населённых пунктов
Территория муниципалитета разделена на 14 административных единиц. В состав муниципалитета входит 16 населённых пунктов, в том числе 1 город (население по переписи 2014 года).
- Дедоплис-Цкаро (груз. დედოფლისწყარო): 5940
- Арбошики (груз. არბოშიკი): 1138
- Архилоскало (груз. არხილოსკალო): 980
- Гамарджвеба (груз. გამარჯვება): 1010
- Земо-Кеди (груз. ზემო ქედი): 1826
- Земо-Мачхаани (груз. ზემო მაჩხაანი): 1826
- Квемо-Кеди (груз. ქვემო ქედი): 1153
- Мирзаани (село) (груз. მირზაანი): 433
- Озаани (груз. ოზაანი): 833
- Пиросмани (груз. ფიროსმანი): 569
- Сабатло (груз. საბათლო бывш. Цители-Сабатло): 391
- Самрекло (груз. სამრეკლო; до 30.08.2011 Джапаридзе, груз. ჯაფარიძე): 1786
- Самтацкаро (груз. სამთაწყარო): 1037
- Тавцкаро (груз. თავწყარო) : 80
- Хорнабуджи (груз. ხორნაბუჯი; до 30.08.2011 — село Цители-Цкаро): 2095
- Чоети (груз. ჭოეთი; до 30.08.2011 Лениновка, груз. ლენინოვკა): 124

## География
Дедоплисцкаройский  муниципалитет  с  запада и севера граничит  с Сигнахским муниципалитетом,   с востока и юга- Азербайджан. 
Дедоплисцкаройский муниципалитет  является самой большой территориальной единицей в Крае Кахетии.  Площадь муниципалитета - 2529. 2 км², что  составляет 17%  территорий края.
Большую  часть муниципалитета занимает Иорское плоскогорье. Оно и является главной орографической единицей местного рельефа.
В  крайней   юго- восточной части Иорское плоскогорье  переходит в Эльдарскую низменность, которая представляет собой непосредственное  продолжение  азербайджанских  полупустынь.
На территории  Дедоплисцкаройского  муниципалитета   климат двух типов.
В южной части умеренно теплый степной климат  с жарким летом, В северной части- умеренно влажный климат  с умеренно холодной зимой и  долгим теплым летом. 
Село Карисцкали  (Бывший Элдари) административно находится  в подчинении Ахметского муниципалитета, несмотря на его территориальное расположение в Дедоплисцкаройском муниципалитете.

### Внутренние воды
В Дедоплисцкаройском муниципалитете  с восточной стороны у границы Азербайджана  протекает река Алазани,   которая впадает в Мингечаурское водохранилище на территории Азербайджана. Западную часть  муниципалитета пересекает река Иори. 
На территории Дедоплисцкаройского муниципалита несколько озер. Из них  выделяют два:  Кочебистба и Патаратба. Кочебистба  находится  на высоте 775 м над уровнем моря.  Площадь бассейна озера -1,3 км². На северо- востоке от него находится озеро размером поменьше, берег  которого  имеет  ломаную форму. У берега реки Иори  находится водохранилище Дали. В нем разводят рыбу.

## Население
По состоянию на 1 января 2021 года число жителей Дедоплисцкаройского муниципалитета составляло 20.7 тысяч жителей. Из них в поселениях городского типа проживает 5.7 тыс., а число жителей в поселениях сельского типа составляет 15 тыс. человек.
Основная зона  расселения   распространена в пределах  500-800 м   над уровнем моря.
В основном проживают грузины, сравнительно меньшее  количество- армяне,  русские  и азербайджанцы.   Большую часть  составляет сельское население.
| Грузины       | 27 441 | 89,06 %  |
| Армяне        | 1286   | 4,17 %   |
| Азербайджанцы | 1019   | 3,31 %   |
| Русские       | 701    | 2,28 %   |
| Греки         | 153    | 0,50 %   |
| Осетины       | 102    | 0,33 %   |
| Украинцы      | 21     | 0,07 %   |
| всего         | 30 811 | 100,00 % |

| Грузины       | 19 422 | 91,52 %  |
| Армяне        | 915    | 4,31 %   |
| Русские       | 379    | 1,79 %   |
| Азербайджанцы | 288    | 1,36 %   |
| Греки         | 69     | 0,33 %   |
| Цыгане (боша) | 54     | 0,25 %   |
| Осетины       | 37     | 0,17 %   |
| Украинцы      | 21     | 0,10 %   |
| другие        | 36     | 0,17 %   |
| всего         | 21 221 | 100,00 % |

## Образование
В Дедоплисцкаройском   муниципалитете  17  заведений для детей дошкольного возраста.  В  детских садах и яслях  приоритетом является  система инклюзивного обучения.
В Дедоплисцкаройском  муниципалитете  функционирует  15 общеобразовательных школ и одна частная школа.

## Культура
В Дедоплисцкаройском муниципалитете функционирует 3 музея:
- Дедоплисцкаройский  краеведческий музей -  основан в 1975 году
- Дом-музей Нико Пиросманашвили - основан в 1960 году.
- Хорнабуджский музей дружбы народов - основан в 1985 году.

### Фестивали и народные праздники
| Название      | Дата                   | Описание |
| ------------- | ---------------------- | --- |
| «Пиросманоба» | третья суббота октября | Во дворе дома грузинского художника Нико Пиросмани наряду с культурными мероприятиями и художественной выставкой проводятся разного рода спортивные соревнования . Гости имеют возможность отведать традиционные грузинские блюда. |
| «Элиаоба»     | 2 августа              | День Элиа- повелителя погоды. По церковному календарю является днем памяти Пророка Ильи Тезбители. |

## Спорт
В Дедоплисцкаройском муниципальном  Центре по делам спорта и молодежи  созданы бесплатные секции по разным видам спорта. Спортсмены, которые проходят подготовку  в центре, ежегодно  принимают  участие в национальных и международных турнирах.

## Экономика
45 700 га  территории Дедоплисцкаройского муниципалитета занимают пашни, 6800 га – пастбища.  В муниципалитете  производится посев  осенних  зерновых культур, таких как пшеница и овес, а также весенних - подсолнечника и кукурузы. 
На территории  1700 га занимают  разного рода посевы,  виноградники занимают 1450-1500 га,  на остальной территории растут  оливковые, миндальные и ореховые деревья.
В Дедоплисцкаройском муниципалитете развита отрасль животноводства, разводят в частности овец (развито овцеводство) и парнокопытных.
На территории муниципалитета  есть нефтяные (Мирзаани, Шираки) и известняковые месторождения в Арцивис хеоба (пер . «Орлиная долина»).

## Достопримечательности
На территории муниципалитета   находятся  археологические, архитектурные и исторические  памятники. Из памятников зодчества    город- крепость раннего средневековья  Хорнабуджи.  Являлся центром исторического  края Камбечовани.
В селе Озаани -  памятник зодчества-  купольный храм Вознесения, построен  из кирпича  в IX веке.
Вблизи находится средневековая церковь Самеба.
В муниципалитете представлено множество   археологических памятников.

### Государственный заповедник Вашловани
Комплексный заповедник  в Дедоплисцкаройском муниципалитете, на Ширакском  плоскогорье,   на самом востоке   Грузии, в 200 км.   Основан как заповедник    в 1935 году. Общая площадь 10б 143 га, лесами покрыто 4.032 га, остальную часть занимают луга, пустыни, овраги, крутые места. 
Основными компонентами    «светлых лесов» заповедника  являются Ладанное дерево,   можжевельник, Здесь можно найти каркас, грушу иволистную,  антипку, спирею, палиуруса,  лох узколистный. Множество рептилий  (гюрза, ящерицы разных видов) которых зесь много, есть много видов птиц (кеклик, дятел, гриф, черный гриф, козодой, иволга, щурки, деряба и др.) ; млекопитающие: кабаны, кролики, лесные и полевые лисы, кавказский волк, медведь, полосатая гиена, барсук и др.  Целью  заповедника  сохранить представителей  исчезающей   флоры и фауны «светлых  лесов» .  Заповеднику характерно многочисленность видов.   На малой сравнительно территории распространено  46 вида млекопитающих, 135 видов птиц, 30 видов пресмыкающихся,  16 видов рыбы, несчетное количество насекомых и примитивных, (количество последних  пока не установлено).  
В охраняемые территории  Вашловани  входят три памятника природы:
Алазанская роща, Орлиная ущелье , грязевые вулканы Тахти-Тепа.
В заповеднике  сохранены следующие  исторические  памятники:
- Город-крепость V века Хорнабуджи ;
- Останки  на горе монастыря Элиа V в;
- Храм Вознесения XII в селе Озаани;
- Храм св. Саровского  IX в;
- Останки города Камбисена XV в до н.э;
- Гора св. Элиа

## Знаменитые горожане
| Фото | имя и фамилия     | Годы      | Описание                                                         |
| ---- | ----------------- | --------- | ---------------------------------------------------------------- |
|      | Нико Пиросмани    | 1862-1918 | грузинский художник-самоучка, настоящее имя Нико Пиросманашви́ли. |
|      | Дмитрий Бенашвили | 1910-1982 | грузинский советский литературный критик и литературовед.        |
|      | Лаша Бекаури      | 2000-     | грузинский дзюдоист, олимпийский чемпион.                        |

## Побратимые города[13]
- Кременский район, Украина
- Квидзын, Польша
- Станично-Луганский район, Украина